# Palais der ehemaligen städtischen Versicherungsanstalt

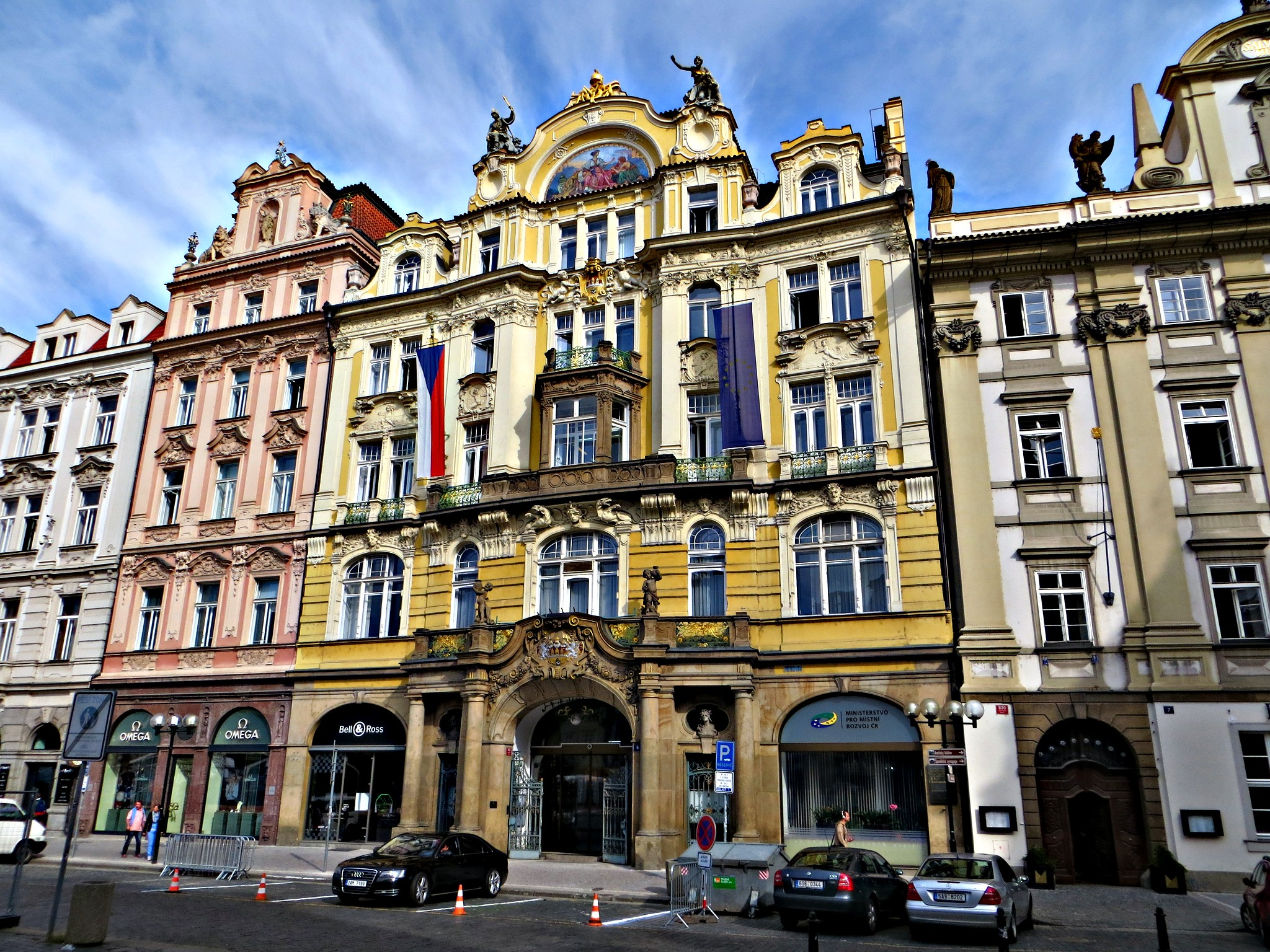
Palais der ehemaligen städtischen Versicherungsanstalt

Das repräsentative Palais der ehemaligen städtischen Versicherungsanstalt (tschechisch Palác bývalé Městské pojišťovny) in Prag steht an der Nordseite des Altstädter Rings, Haus Nr. 932/6. Es wurde in den Jahren 1899–1901 nach den Plänen des Architekten Osvald Polívka im Neobarock- und Jugendstil unter der Leitung des Baumeisters František Schlaffer errichtet. Ursprünglich standen an dieser Stelle drei barocke Gebäude, Goltzovský dům (Goltz-Haus), dům U Zlaté hvězdy (Zum Goldenen Stern) und dům U Tří mouřenínů (Zu den Drei Mohren), die 1899 abgerissen wurden. Im Zuge der Altstadtsanierung (pražská asanace) fiel damals der gesamte nördliche Teil des Altstädter Rings dem Abriss zum Opfer, nur das ehemalige Paulinerkloster blieb erhalten.
Die Fassade des Gebäudes ist zweigeteilt. Der linke, schmalere Teil ähnelt in seinem Erscheinungsbild dem abgerissenen Haus Zum Goldenen Stern. Das Marmorportal schmücken vier kleine allegorische Marmorstatuen, die von Bildhauer Ladislav Šaloun, dem Schöpfer des unweit gelegenen Jan-Hus-Denkmals, geschaffen wurden. Jede der Figuren stellt eine Fakultät der Prager Karls-Universität dar. Von links nach rechts: Philosophische Fakultät, Medizinische Fakultät, Theologische Fakultät und Juristische Fakultät.
Über dem vierten Stock erhebt sich ein Giebel mit zwei sitzenden Löwen mit Kronen und einem goldenen Stern, der an das ursprüngliche Haus Zum Goldenen Stern erinnert.

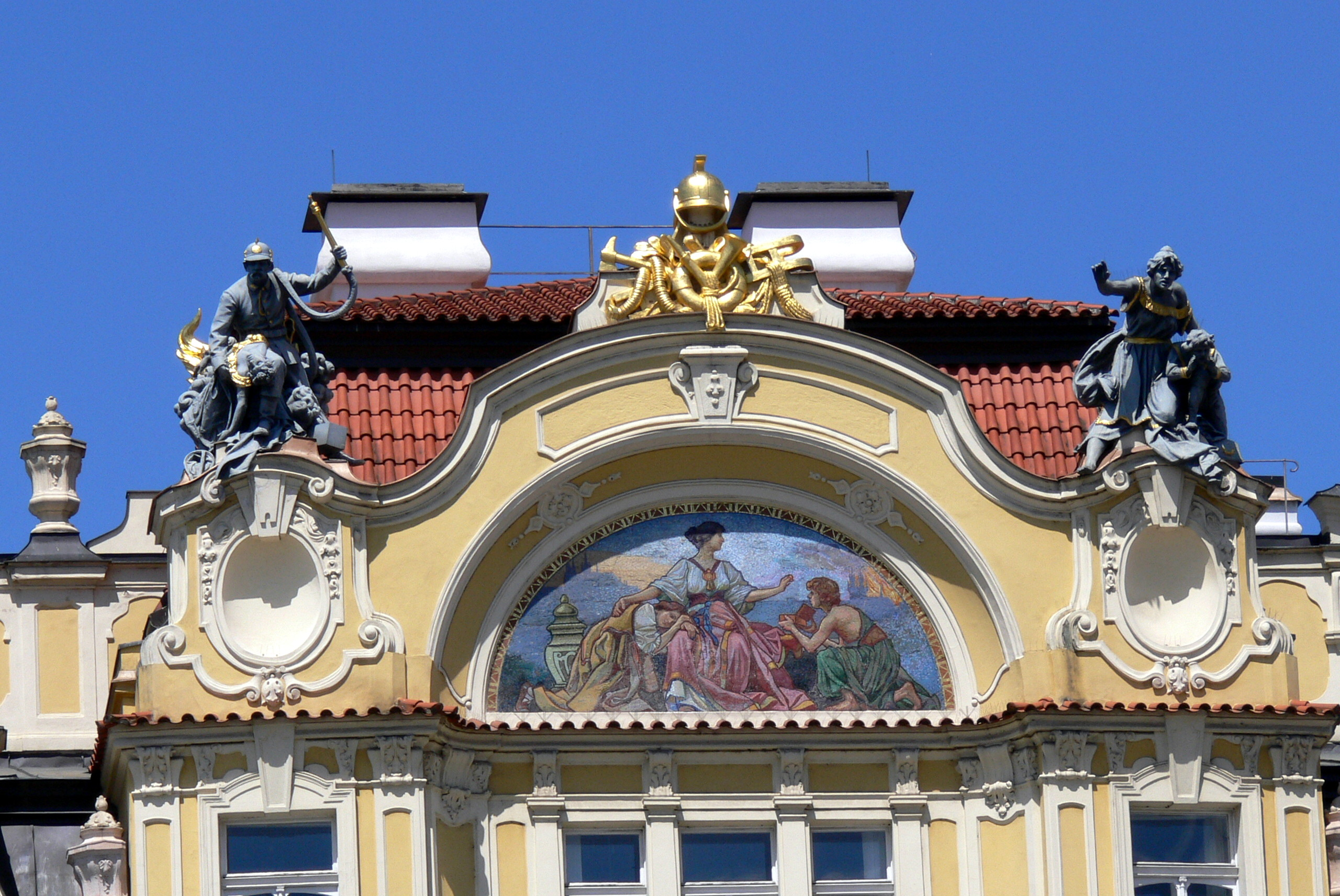
Giebel über dem rechten Teil des Palais

Der breitere rechte Teil des Palais ist mit Allegorien des Feuers und des Wassers von František Procházka und Ladislav Šaloun geschmückt. Über dem prunkvollen Portal befindet sich ein Balkon mit Statuen von Knaben mit Krügen, dazwischen das Wappen der Stadt Prag. Den Giebel über dem vierten Stock schmückt ein Mosaik von František Urban, das die Fürstin Libuše, eine Allegorie der Stadt Prag, zusammen mit einer vor dem Stadtpanorama knienden Gestalt darstellt. Daneben stehen zwei Statuen des Bildhauers Bohuslav Schnirch: links ein Feuerwehrmann und rechts eine um Hilfe rufende Person. Zum Gebäudekomplex gehört auch ein ehemaliges Wohnhaus aus dem Jahr 1909 mit einer Fassade zur Straße Salvátorská, das ebenfalls nach einem Entwurf von Osvald Polívka errichtet wurde.
Seit 1996 ist das Gebäude der Sitz des Ministeriums für Regionalentwicklung der Tschechischen Republik.